# Karl Jaberg
Karl Jaberg (ur. 24 kwietnia 1877 w Langenthalu, zm. 30 maja 1958 w Bernie) – szwajcarski językoznawca i dialektolog.

## Życiorys
Studiował filologię romańską na Uniwersytecie w Bernie. Dalszą edukację odbył w Paryżu. W 1906 r. uzyskał habilitację na Uniwersytecie Zuryskim. W latach 1907–1945 wykładał romanistykę i italianistykę na Uniwersytenie w Bernie. W okresie od 1942 do 1948 pełnił funkcję dyrektora Glossaire des patois de la Suisse romande.

## Publikacje (wybór)
- Sprach- und Sachatlas Italiens und der Südschweiz (współautorstwo, osiem tomów, 1928–1940)
- Sprachgeographie (1928)
- Sprachtradition und Sprachwandel (1931)
- Aspects géographiques du langage: conférence faites au Collège de France (1933)
- Sprachwissenschaftliche Forschungen und Erlebnisse (1937)